# Puigbò (Ripoll)
El Puigbò és una muntanya de 1.137 metres que es troba al municipi de Ripoll, a la comarca catalana del Ripollès.